# Kobrštof
Kobrštof (njemački: Kobersdorf, mađarski: Kabold) je tržni grad u austrijskoj saveznoj državi Gradišće, administrativno pripada Kotaru Gornja Pulja. 

## Stanovništvo
Kobrštof prema podacima iz 2010. godine ima 1.887 stanovnika. 1910. godine je imao 1.267 stanovnika većinom Nijemca.

## Vanjske poveznice
- Internet stranica naselja[neaktivna poveznica]